# Сибирский поход Ермака
Сибирский поход Ермака (1581—1585) — поход казачьего отряда Ермака на территорию Сибирского ханства, который положил начало русскому покорению Сибири.

## Причины, предыстория похода
Новый сибирский хан Кучум, пришедший к власти в 1563 году стал наращивать своё влияние внутри региона. Он демонстрировал лояльность и платил дань Москве, пока не нарастил силы и не убил московского посла. Дипломатически это означало объявление войны. Иван Грозный не мог отреагировать, так как вёл Ливонскую войну.
Из-за продвижения русских на восток в Приуралье, начались набеги сибирских татар и манси на приграничные территории русских в районе Перми и реке Каме (1572-1573). Владели этими землями купцы Строгановы, заселившие эти территории с разрешения царя (1574), которые и обратились за помощью к донским казакам.

## Участники
Отряд в 840 человек был сформирован во владениях Строгановых, в Орле-городке. В оснащении отряда участвовали купцы Строгановы. Казаки Ермака прибыли на Каму по приглашению Строгановых (1578) для защиты от нападений вогулов и остяков.
В основном отряд составляли 500 волжских казаков во главе с такими атаманами, как Ермак Тимофеевич, Иван Кольцо, Матвей Мещеряк, Никита Пан, Богдан Брязга, Яков Михайлов. Помимо них, в походе принимали участие немцы и литовцы. К Ермаку примкнул отряд во главе с казаком Георгием Быковым.
Войско было погружено в 80 стругов.
Первый поход осуществлялся без ведома царских властей. Участники похода зимовали при реке Сыльве (1578).
Второй поход в Сибирь Ермаком закончился зимовкой на Тагильском волоку (1579).

## Поход

### Переход через «Камень»
1 сентября 1581 года, отряд погрузился на струги и поднялся по Чусовой (приток Камы), Серебряной и Чюю до Тагильского перевала в Уральских горах. Казаки топорами прокладывали путь. У них не было времени и сил чтоб разровнять каменистый путь катками, из-за чего они не могли волочить суда по земле. По словам участников похода, они тащили суда в гору на руках. На перевале казаки построили земляное укрепление — Кокуй-городок, где зимовали до весны. Сплавившись по Журавлику, Баранче и Тагилу, выплыли в Туру.

### Разгром Сибирского ханства

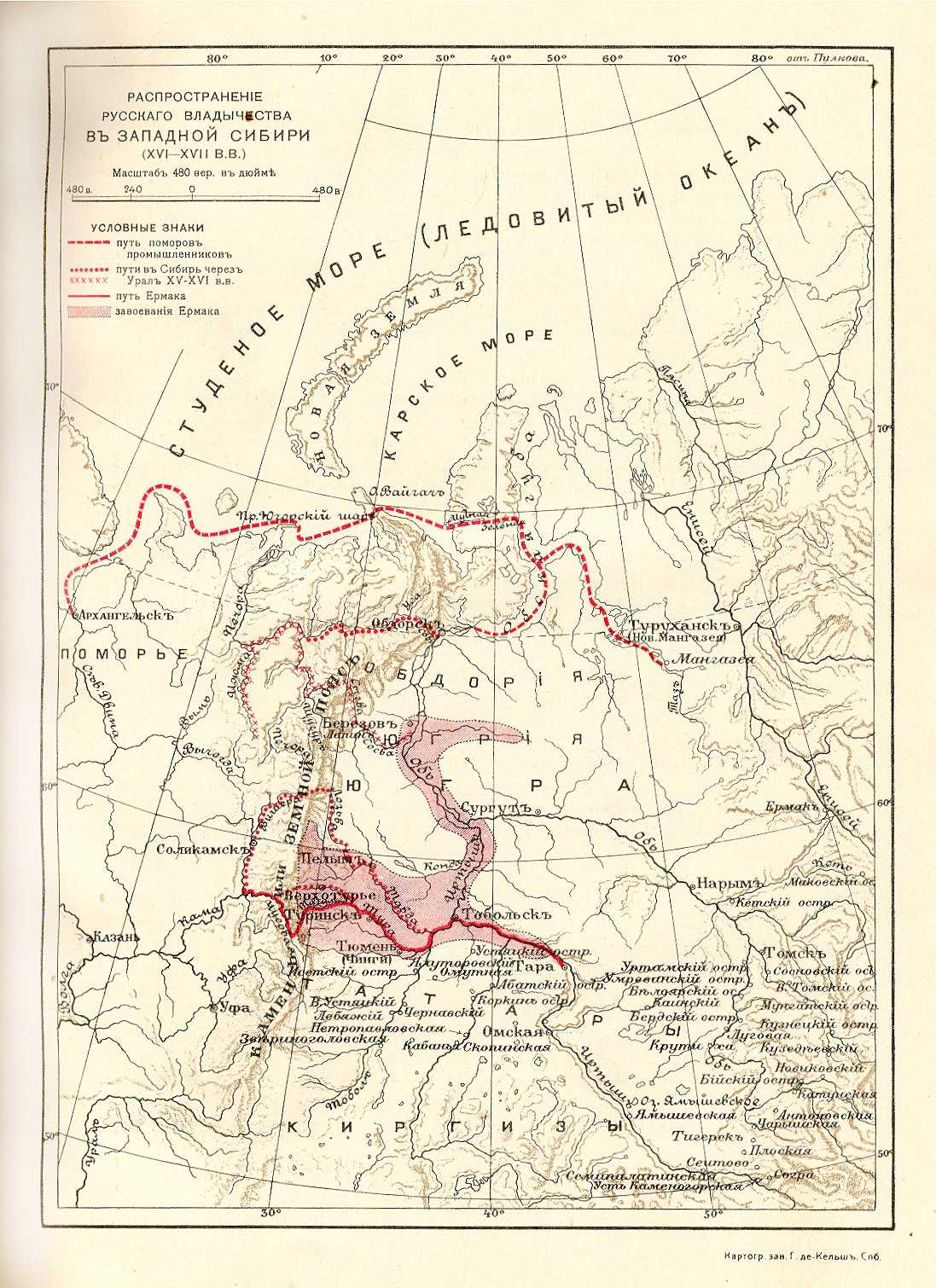
Карта Западной Сибири в конце XVI—начале XVII века

Первая стычка казаков с сибирскими татарами произошла в юртах Епанчиных, в районе современного города Туринск (Свердловская область). Воины князя Епанчи обстреляли струги Ермака из луков. Ермак при помощи пищалей и пушек разогнал конницу мурзы Епанчи и приказал разграбить и сжечь юрты. Остальной путь по реке Туре сопровождался по большей части таким же разорением расположенных по берегам татарских селений. Затем 1 августа казаки без особых затруднений взяли городок Чинги-Туру (Тюмень). Здесь было взято множество сокровищ: серебро, золото и сибирские меха.
9 мая 1582 года в устье Туры казакам пришлось принять бой с шестью татарскими князьками, среди которых самыми знаменитыми были Матмас, Варварин и Каскара. Бой с татарами продолжался несколько дней с переменным успехом. Победа вместе с добычей досталась Ермаку. Часть из добычи пришлось зарыть в землю.
После этого сражения из отряда осталось 1060 человек, с которыми Ермак продолжал свой путь по Тоболу. На Тоболе произошли сражения с Маметкулой, у Караульного яра 7 и 21 июля у Бабасанских юрт (15 км от с. Байкалово, Ярковский район). У устья реки Турбы (соврем. д. Худякова Тобольского района) сибирские татары обстреляли войско Ермака.
14 августа произошло сражение у Карачин-городка (соврем. с. Карачино, Тобольский район). Ермак взял улус мурзы Карачи и в нём богатую добычу, запасы и множество кадей царского меду. Недалеко от устья Тобола казаки овладели татарским городком мурзы Атика.
4 октября Кучум решил встретить казаков недалеко от места слияния Тобола и Иртыша у Чувашского мыса. Хан собрал силы почти 10 тыс. чел. В сражении с Кучумом участвовали наёмники, остяцкие и вогульские князьки с личными дружинами. Но самые боеспособные силы Кучума ушли в набег на Пермь. Местное население не оказало особенной поддержки Кучуму, в разгар битвы остяки и вогулы хана покинули. Кучум проиграл и отступил в Ишимскую степь.
26 октября (5 ноября) 1582 года атаман Ермак Тимофеевич занял Кашлык — столицу Сибирского ханства. Остяки с реки Демьянка (Уватский район), привезли в дар завоевателям пушнину и съестные припасы, главным образом рыбу. За остяками потянулись местные сибирские татары, бежавшие ранее от русских. Затем с пушниной и продовольствием явились остяки из левобережных районов — с рек Конда и Тавда. Остяков Ермак отпустил, татарам позволил вернуться в свои селения и обещал защищать. С племенной верхушки левобережных остяков Ермак брал шерть (присягу), что будут платить ясак. После этого они рассматривались, как подданные русского царя.

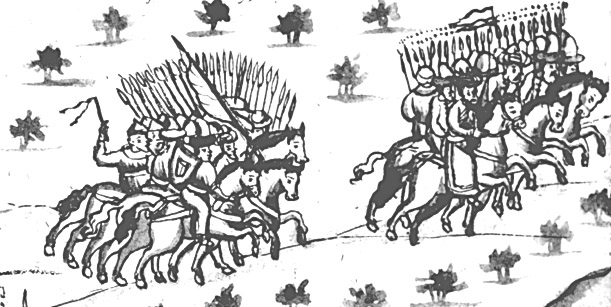
Бегство Кучума из города Кашлык. Рисунок из Кунгурской летописи XVII века

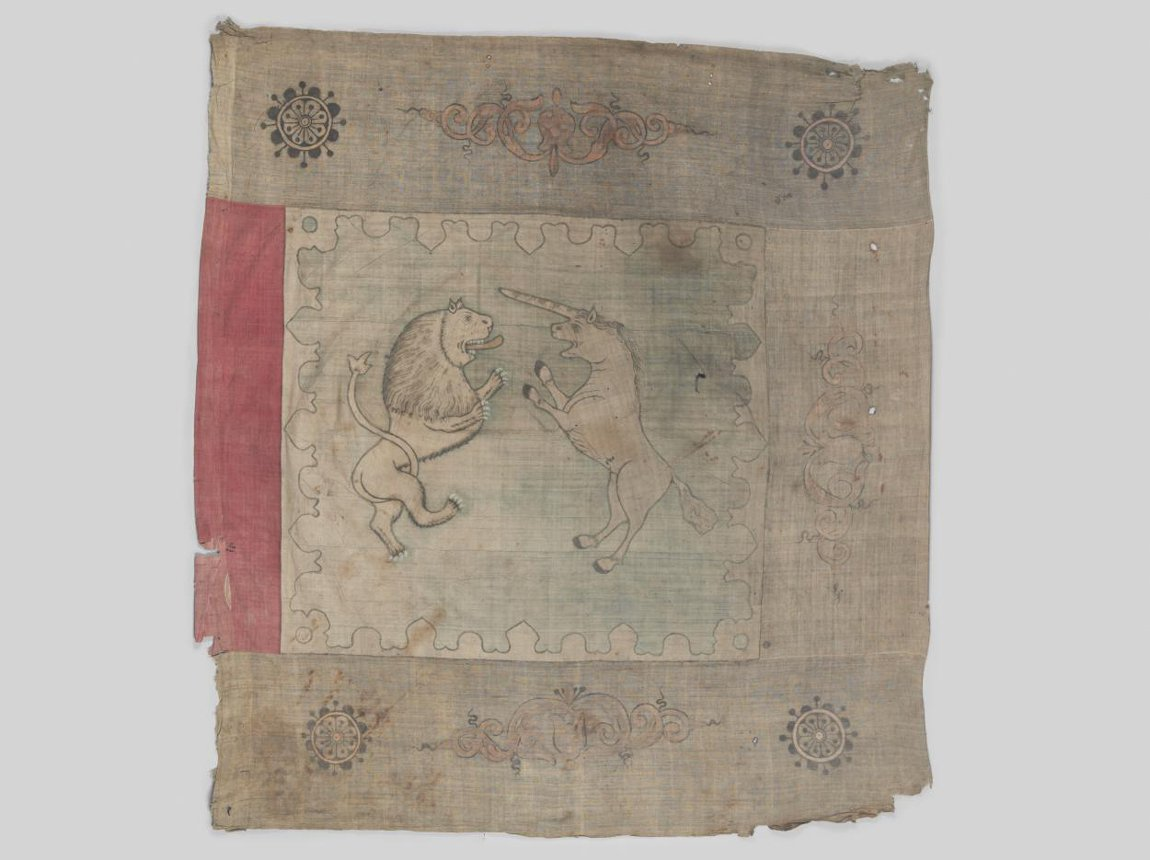
Лев и единорог на знамени Ермака, бывшем с ним при покорении Сибири (1581—1582 гг.)

В декабре 1582 года военачальник Кучума, Маметкул, истребил из засады один казацкий отряд на Абалацком озере, но 23 февраля (5 марта) 1583 казаки нанесли новый удар Кучуму, взяв в плен Маметкула на реке Вагае.

### Посольство в Москву

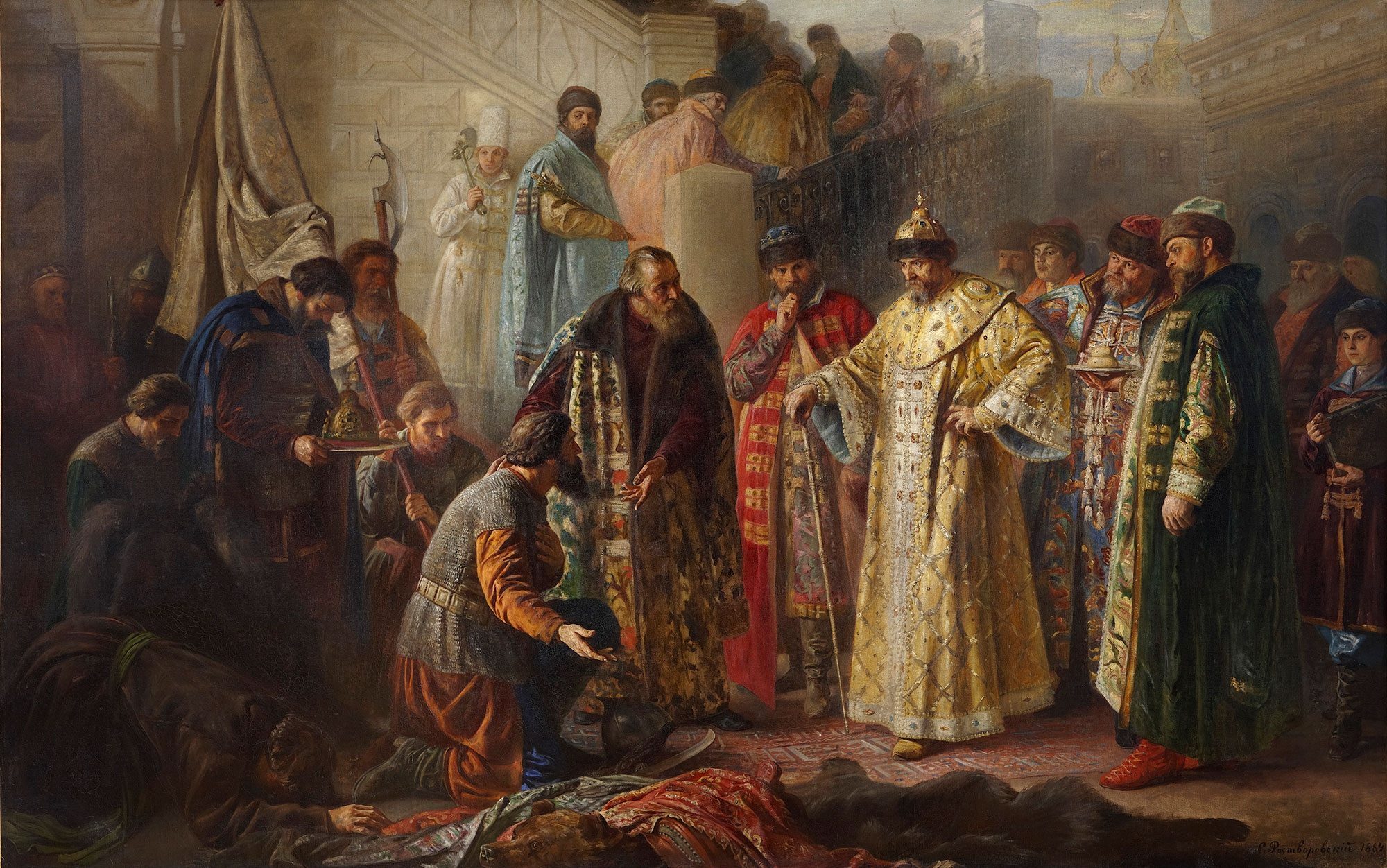
Посланники от Ермака на Красном крыльце перед Иваном Грозным. Картина С. Р. Ростворовского, 1884 год

В конце 1582 года Ермак направил в Москву посольство во главе с помощником Иваном Кольцо известить царя о разгроме Кучума. Иван IV оказал казацкой делегации Ивана Кольцо приём, одарил посланцев — среди подарков была кольчуга великолепной работы — и отправил обратно к Ермаку. 10 (20) мая 1583 года князь Семен Болховской получил указ царя проследовать в Сибирь с дружиной в 500 стрельцов. Кроме этого, Строгановым предписывалось предоставить Болховскому 40 добровольцев из числа своих людей. На пути в Сибирь Болховской с отрядом остановился на зиму (1583—1584) на территории Строгановых. Но отряд прибыл в Кашлык только в ноябре 1584 года, а казаки не заготовили необходимого количества провианта.

### Покорение вогулов
Летом 1583 года Ермак покорял татарские городки и улусы по рекам Иртышу и Оби, встречая упорное сопротивление, и взял остяцкий город Назым. Через Реку Тавду вошёл в вогульское княжество и распространил власть до пелымского княжества, увеличил число данников и расширил владения до реки Сосвы. Летом (1584) уничтожен отряд Никиты Пана в Назыме.

### Голодная зима
Зимой (1584—1585) в окрестностях Кашлыка стали наступать сильные морозы. Глубокие снега делали невозможной охоту. Волки собирались большими стаями и появлялись возле жилья. Стрельцы и Семен Болховской не пережили зиму. После голодной зимы численность отряда сократилась, из-за чего Ермак старался избегать столкновений с татарами.

### Восстание мурзы Карача
В марте 1585 года на реке Туре восстал прежде покорный Ермаку мурза Карача, истребивший отряды казаков Ивана Кольцо и Якова Михайлова. Восставшие татары подошли к Кашлыку и блокировали в нём войско Ермака, но 12 (22) июня 1585 года атаман Матвей Мещеряк предпринял вылазку, в ходе которой отогнал татар от города. Отряд понёс большие потери. В войске Ермака оставалось меньше половины казаков от изначального числа. Три из пяти сотников были мертвы.

## Гибель Ермака и окончание похода
В ночь на 6 (16) августа 1585 года Ермак погиб вместе с небольшим отрядом в устье Вагая. Удалось спастись лишь одному казаку, который и принёс весть. Казаки и служилые люди, остававшиеся в Кашлыке, собрали круг, на котором решили не зимовать в Сибири. «Седоша в струги своя августа в 15 день и погребоша вниз по Обе…(Иртышу) и через Камень приидоша в Русь на свои жилища, град же [Кашлык] оставиша пуст». По иным сведениям битва у Вагая была в начале августа 1584 года и после неё из Сибири вернулись менее 200 казаков.

## Последствия
В конце сентября 1585 года в Кашлык прибыло 100 служилых людей под командой Ивана Мансурова, посланных на помощь Ермаку. В Кашлыке они никого не застали. При попытке возвратиться из Сибири путём своих предшественников — вниз по Оби (Иртышу) и далее «через Камень» — служилые люди были вынуждены из-за «смерзания льда» поставить «град над Обью против устья реки» Иртыша и в нём «седоша зимовати». Выдержав здесь осаду «от множества остяков», люди Ивана Мансурова летом 1586 года возвратились из Сибири.
Третий отряд, прибывший весной 1586 года и состоявший из 310 человек под руководством воевод Василия Сукина и Ивана Мясного, привёз с собой «письменного голову Данилу Чулкова» «для заведения дел» на месте. Экспедиция, судя по её результатам, была тщательно подготовлена и экипирована. Для утверждения в Сибири власти русского правительства она должна была основать первый сибирский правительственный острог и русский город Тюмень.
После гибели Ермака в Кашлык вернулись жители города. В городе вновь пыталась утвердиться династия тайбугинов в лице Сейдяка, нашедшая поддержку у Казахского ханства. Летом 1588 года в Кашлык прибыл казахский отряд с Ураз-Мухаммедом.
Однако в 1588 году в Тобольском остроге Сейдяка и Ураз-Мухаммед были пленены русским воеводой Данилой Чулковым, и отправлены в Москву. После этого Кашлык был окончательно заброшен, а население бывшего ханства стало признавать власть русского царя.

## Память
В 1881—1882 годах в России торжественно отмечалось 300-летие присоединения Сибири к России. Итогом празднования стала традиция ежегодного проведения так называемого «сибирского дня» 26 октября, приуроченного к вступлению войск Ермака в Кашлык.